# Jacques Philippe Mareschal
Pour les articles homonymes, voir Mareschal.
Jacques Philippe Mareschal (29 novembre 1689 dans la paroisse Saint Germain l’Auxerrois à Paris - 3 juin 1778 à Montpellier) était un ingénieur royal.

## Biographie
Durant sa jeunesse, il est à Belfort en qualité de chef des provinces d’Alsace et de Bourgogne. Il fait des plans pour tout un quartier de Belfort, actuelle place d'Armes. Il élève autour de cette place la Cathédrale Saint-Christophe de Belfort, l'arsenal, l'hôpital Sainte-Barbe, et la boucherie (détruite, actuelle rue des Boucheries).
Il lève des plans dans l'est de la France (Belfort, Strasbourg, Wissembourg, Colmar, Sélestat, Huningue, Landau, Bâle). Ses plans levés s'étendent donc après les frontières du royaume. 
En 1715, il rédige un atlas des places d'Alsace qui regroupe les différents plans relevés dans toute cette province. Cet atlas est conservé au Château de Vincennes, à la bibliothèque du Génie à Paris.
En 1721, Jacques Philippe est nommé Chevalier de Saint-Louis, et il est, à 32 ans, ingénieur en chef à Huningue. Il est ensuite nommé directeur des fortifications du duché et comté de Bourgogne, pour quelques mois, à partir de 1738. 

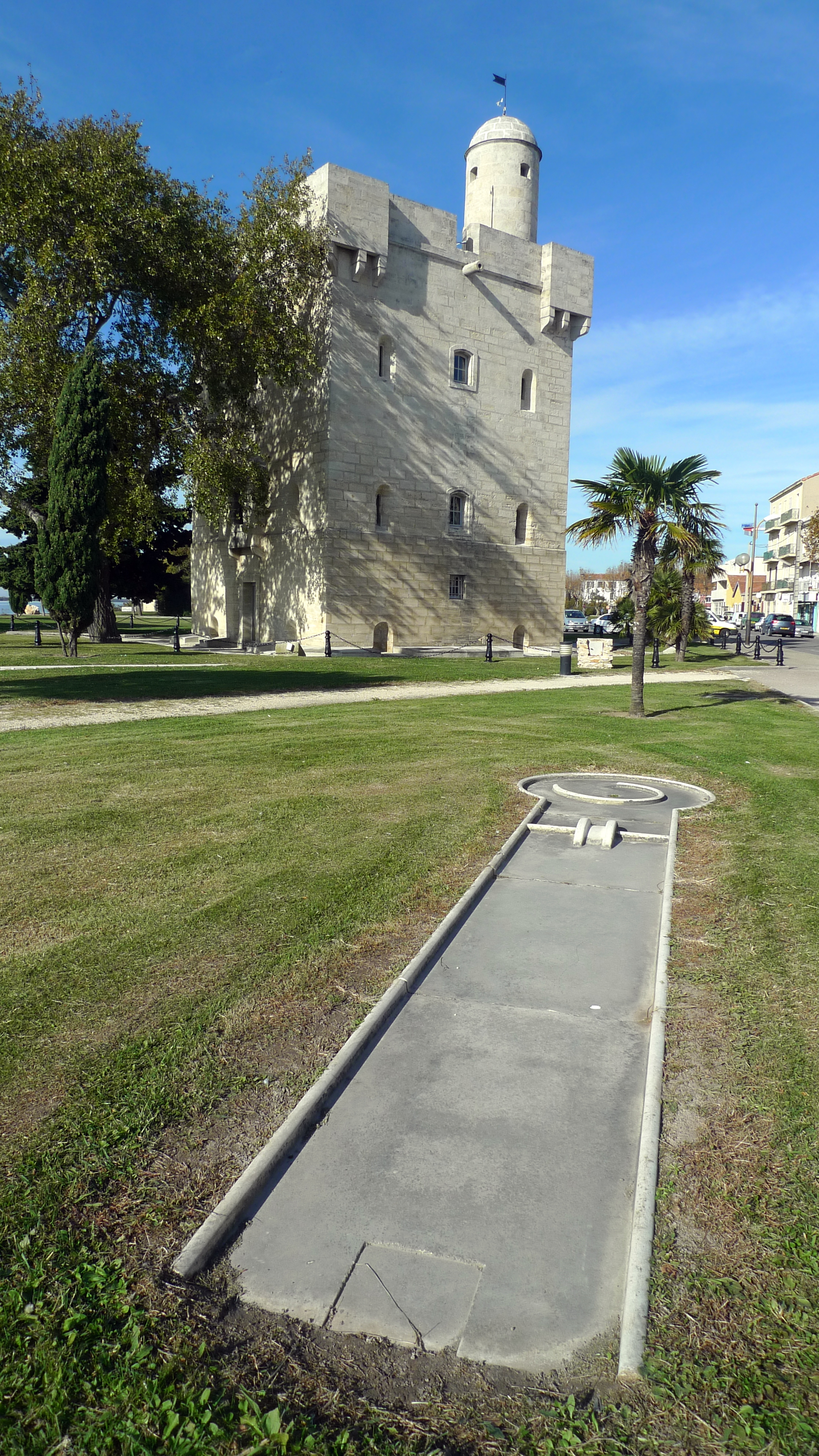
Tour Saint-Louis

À partir de 1737, il élève la tour saint Louis à Port-Saint-Louis-du-Rhône.
Il est un plus tard envoyé à la direction du Languedoc, à partir de 1739. 
Il travaille aux Jardins de la Fontaine à Nîmes (Gard) de 1740 à 1749. Il fournit des plans lors des découvertes antiques faites à cette occasion, il lève également des plans pour un projet de canal de la mer à Nîmes, mais ce dernier n'est pas exécuté.
En 1748, il séjourne en Italie sur la demande de Benoît XIV, pour fournir des conseils et des plans pour le port d'Anzio. Il y reste quelques semaines. 
Mareschal rédige un autre atlas pour les places de Languedoc en 1775. Ce manuscrit contient des plans pour des édifications militaires telles que la redoute du Grau-du-Roi, les tours d'Aigues-Mortes, les forts Saint-Pierre et Richelieu de Sète, ou simplement des plans de villes et leurs environs comme Narbonne, Agde.
Mareschal construit le premier théâtre de Montpellier, dit salle de spectacle et de concert au XVIIIe siècle. Le théâtre est inauguré en 1755 mais détruit par les flammes en 1881. Il fournit des plans pour l'hôpital militaire Saint-Louis à Montpellier à partir de 1757. La construction fut achevée en 1763. Cet hôpital fut détruit en 1994.
La carrière de cet ingénieur royal militaire est riche et diverse de par la nature différente et originale des édifices qu'il a élevé, mêlant édifices de défenses et constructions civiles. 